# Valley Fire

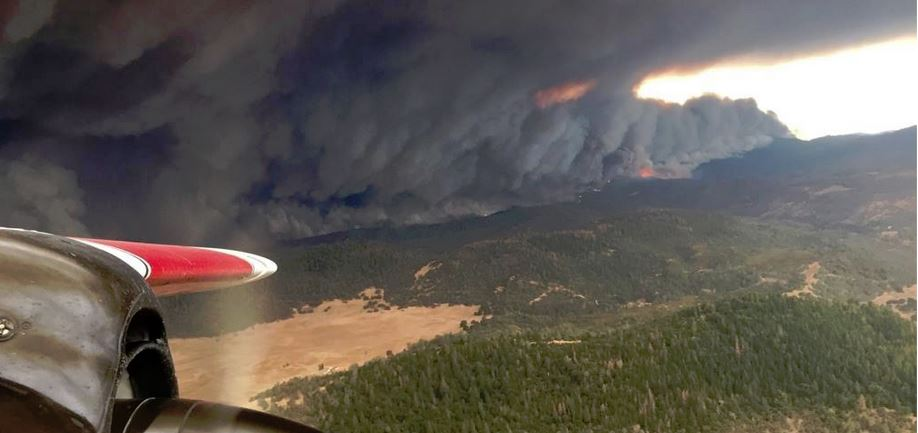
Le Valley Fire a créé un mur de flammes et de fumées sur les comtés de Napa et Lake.

Le Valley Fire est un feu de forêt considéré comme l'un des incendies les plus graves de l'histoire de la Californie[source insuffisante]. L'incendie s'est déclenché le 12 septembre 2015 en Californie, aux États-Unis et est circonscrit le 6 octobre. Pendant l'incendie, 304,8 km2 ont été brûlés et quatre personnes ont été tuées.

## Déroulement

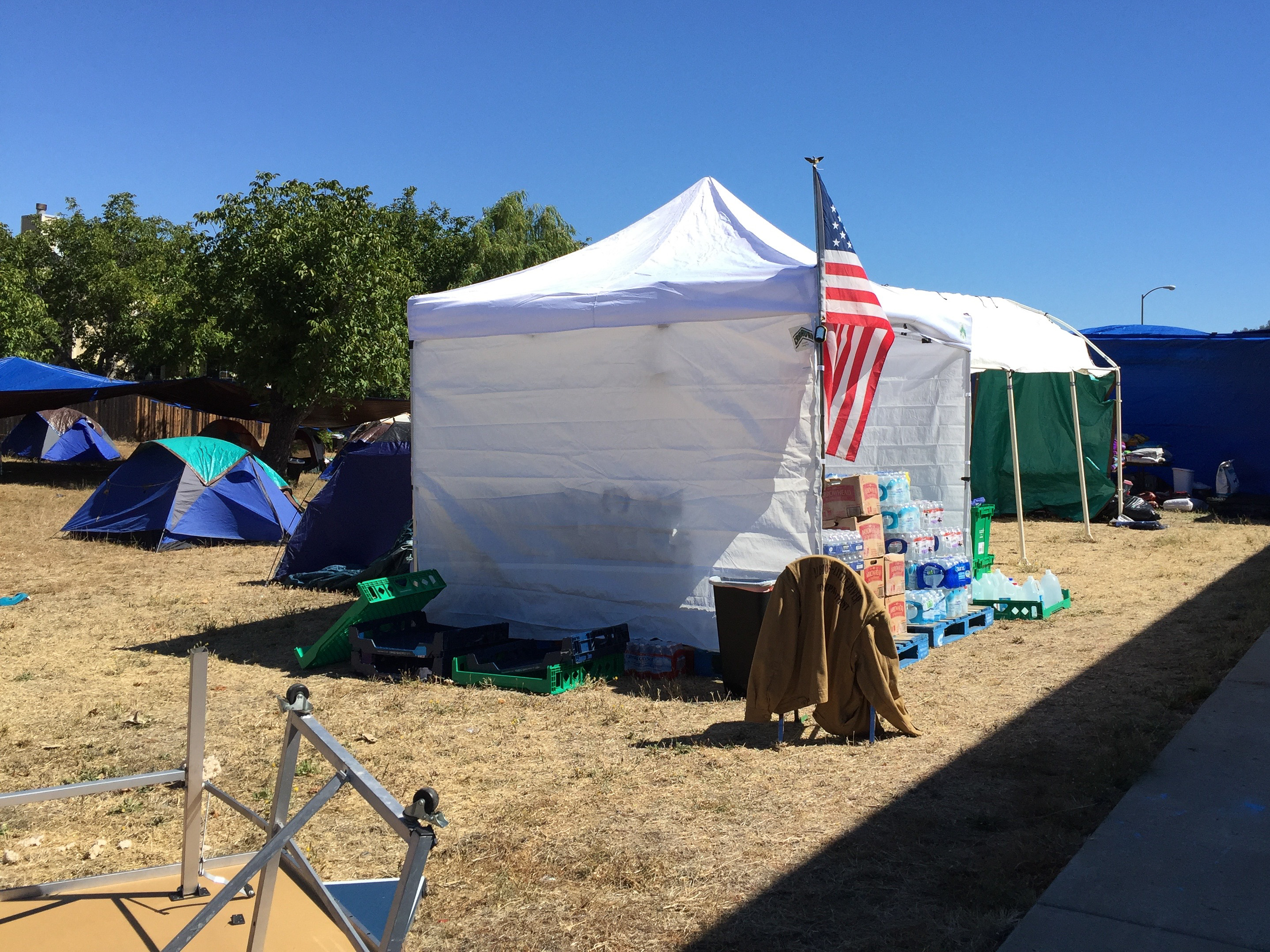
Centre d'évacuation de Clearlake, Comté de Lake.

Le feu a commencé un peu après 13 h 0 le 12 septembre 2015 dans le Comté de Lake près de Cobb. À 18 h 30 le feu avait brûlé plus de 10 000 acres (40 km2). Le feu s'est vite propagé dans le comté de Sonoma autour des geysers, et dans le comté de Napa, approchant Pope Valley et Angwin. Dans les premières heures de l'incendie, quatre pompiers du California Department of Forestry and Fire Protection à bord d'un hélicoptère bombardier d'eau de Boggs Montagne ont subi des brûlures au deuxième degré lors de leurs engagements sur l'incendie. Ils ont été transportés vers le UC Davis Medical Centers dans un état stable.
Le dimanche 13 septembre des ordres d'évacuation sont émis pour Cobb, Middletown, Loch Lomond, Harbin Hot Springs, Hidden Valley Lake, Pope Valley et Angwin. Des centres d'évacuation sont établis à Kelseyville au nord et à Calistoga au sud. Dans la journée le feu brûle 50 000 acres (202 km2) et détruit une grande partie de Cobb, Middletown, Whispering Pines et des parties de Hidden Valley Lake.
En date du 15 septembre 2015, le feu s'est propagé sur 67 000 acres (271 km2) et une personne a été tuée.
Au 16 septembre, l'incendie a brûlé 70 000 acres (283 km2).
L'incendie est circonscrit le 6 octobre et aura brûlé au total 307,8 km2.

## Causes
Une enquête est en cours pour déterminer les causes de l'incendie.

## Dégâts

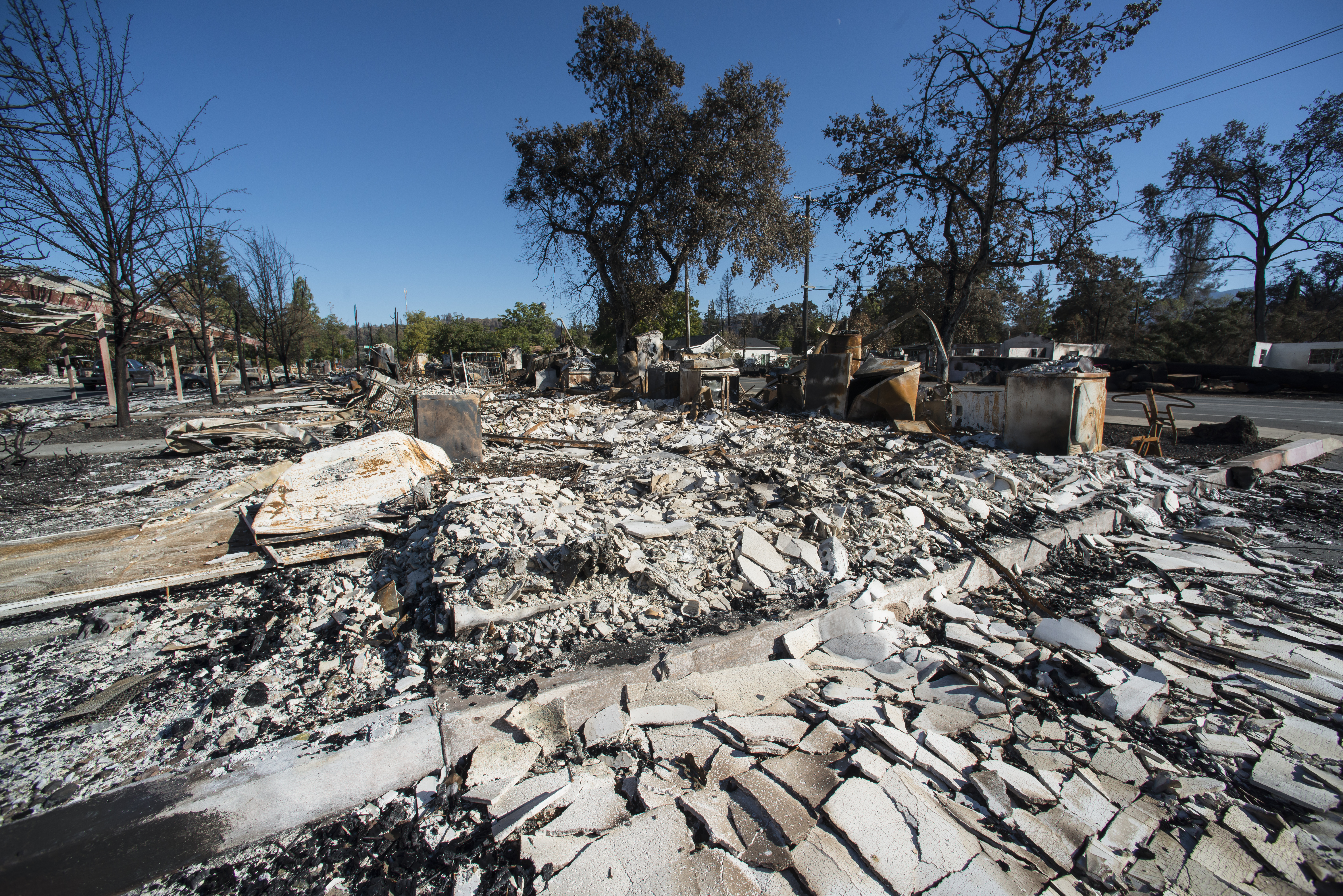
Les dégâts sur un complexe de logements

### Constructions humaines
Cette région abrite au moins 10 000 habitants. Le premier jour, des dizaines de maisons et des entreprises avaient été détruits à Middletown, avec au moins cinquante maisons à Cobb ainsi que l'ensemble du Resort de Hoberg, une retraite historique construit dans les années 1880. En outre, le feu a consumé toutes les structures et les véhicules dans les trois miles de la station. Le dimanche, des fonctionnaires du California Department of Forestry and Fire Protection ont confirmé que plus de 1 000 maisons avaient été détruites.

### Dégâts sur la faune et la flore
Il y a eu plus d'un millier d'hectares qui ont brûlé.

## Mortalité
Un mort est recensé au soir du 15 septembre. C'est une Californienne restée coincée dans sa maison en flammes.
Le 17 septembre deux corps sont retrouvés dans Anderson Springs et Hidden Valley Lake.
Au terme de l'incendie les autorités ont recensé quatre morts.

## Conséquences
L'Agence des services de santé du comté de Mendocino, en coordination avec la Croix-Rouge américaine, ont ouvert un refuge le 13 septembre au Redwood Empire Fairgrounds à Ukiah pour offrir une assistance médicale, du soutien psychologique, et des repas aux personnes évacuées. Il a fermé le 18 septembre.
Plusieurs personnes ont été arrêtées pour pillage ou lors de tentative de pillage des maisons évacuées ou abandonnées à la suite de l'incendie. Le 14 septembre, un homme se présentant comme un agent de la California Highway Patrol a été arrêté en Whispering Pines pour des soupçons de vol d'un objet d'intérêt archéologique.
Le 17 septembre, trois personnes ont été arrêtées par les Délégués du Lake County Sheriff pour avoir tenté de piller des maisons à Hidden Valley Lake. Ils auraient été en possession d'outils de cambriolage et d'une arme à feu non enregistrée.
Le 18 septembre, la Garde nationale de Californie est venue à Lake County pour aider les services de police du comté dans la tâche de protéger les communautés évacuées contre les pillards et les intrus. Environ cinquante équipes de la police militaire de la Garde nationale étaient en place le 19 septembre.
En novembre, un concert avec des musiciens de country Diamond Rio et Joe Diffie ainsi que le chanteur-compositeur de la région d'Ukiah McKenna Faith, se tient à l'Event Center SOMO Village à Rohnert Park pour amasser des fonds pour les victimes du Valley Fire.